# Berkesz
Berkesz là một thị trấn thuộc hạt Szabolcs-Szatmár-Bereg, Hungary. Thị trấn này có diện tích 13,18 km², dân số năm 2010 là 884 người, mật độ 67 người/km².